# Evangelische Kirche Bromskirchen

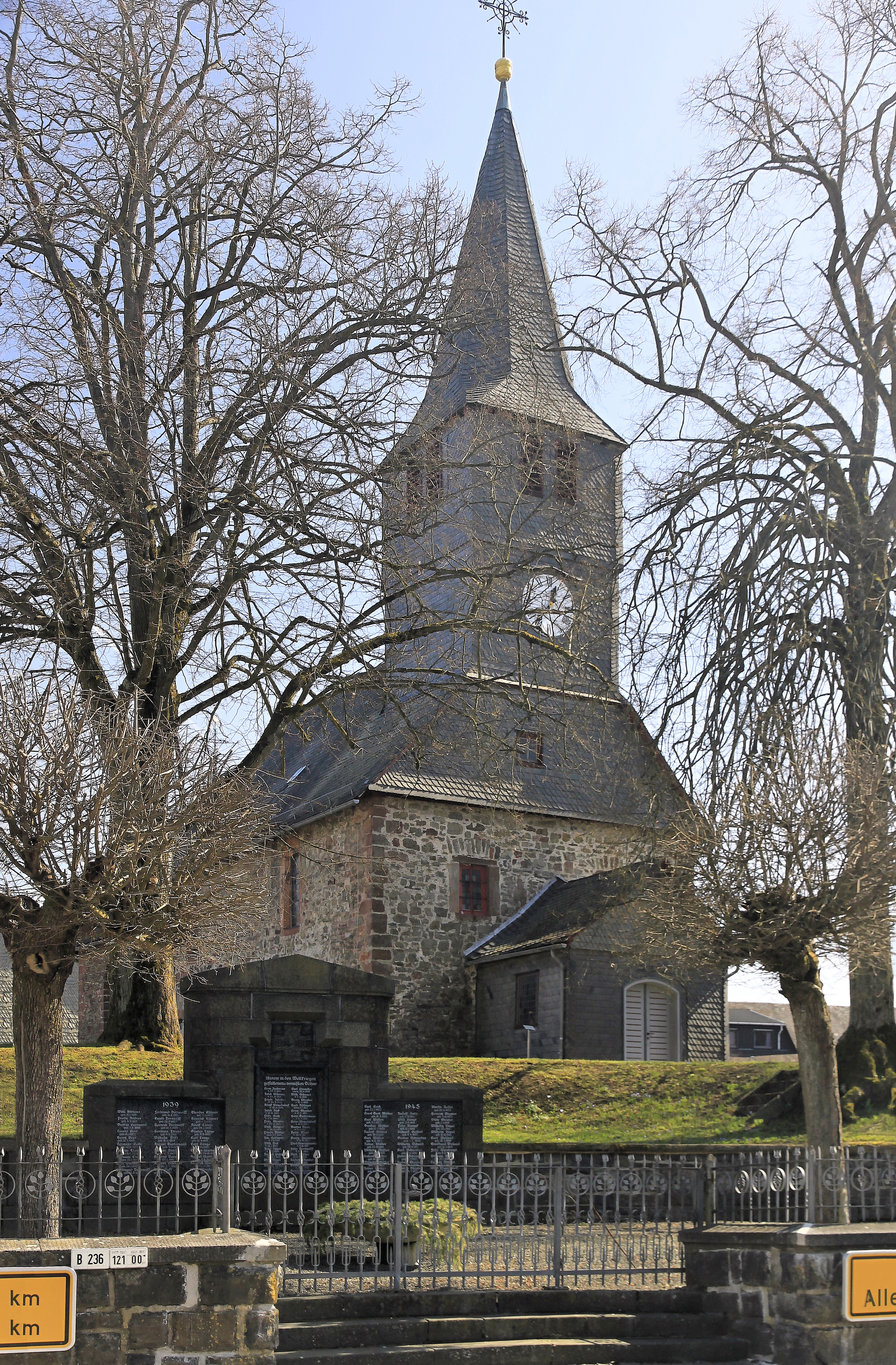
Frontansicht der Kirche von Westen

Die evangelische Kirche ist ein denkmalgeschütztes Kirchengebäude in Bromskirchen, einem Ortsteil der Gemeinde Allendorf (Eder) im Landkreis Waldeck-Frankenberg (Hessen). Zusammen mit dem Rathaus Bromskirchen bildet der Kirchplatz den Kern des Ortes.

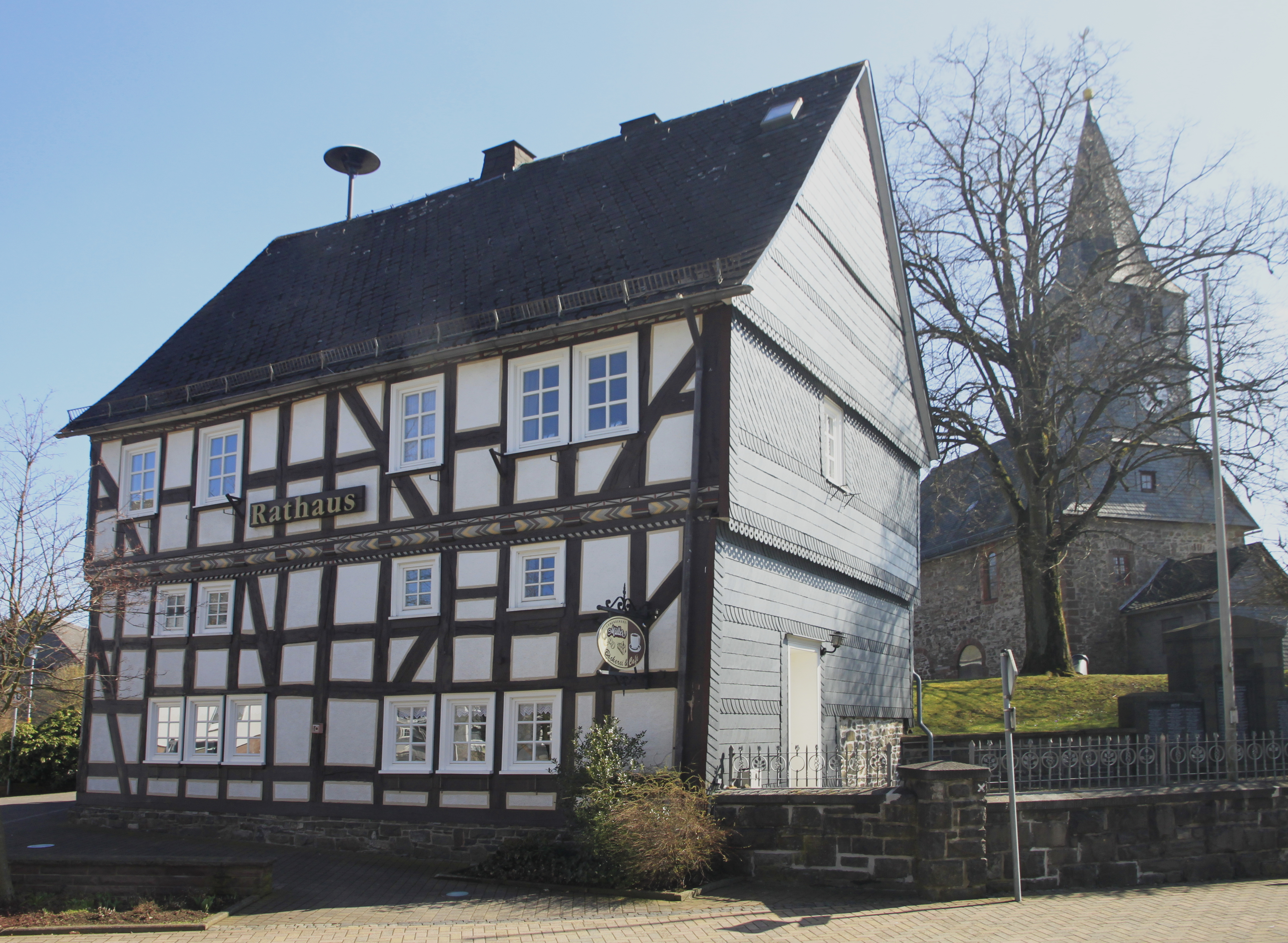
Bromskirchen Rathaus und Kirche

Die Kirche liegt inmitten einer Kirchhofummauerung auf dem höchsten Punkt des Ortes, unmittelbar östlich der Hauptstraße. Eine ursprüngliche Befestigung des Kirchhofes ist wahrscheinlich.

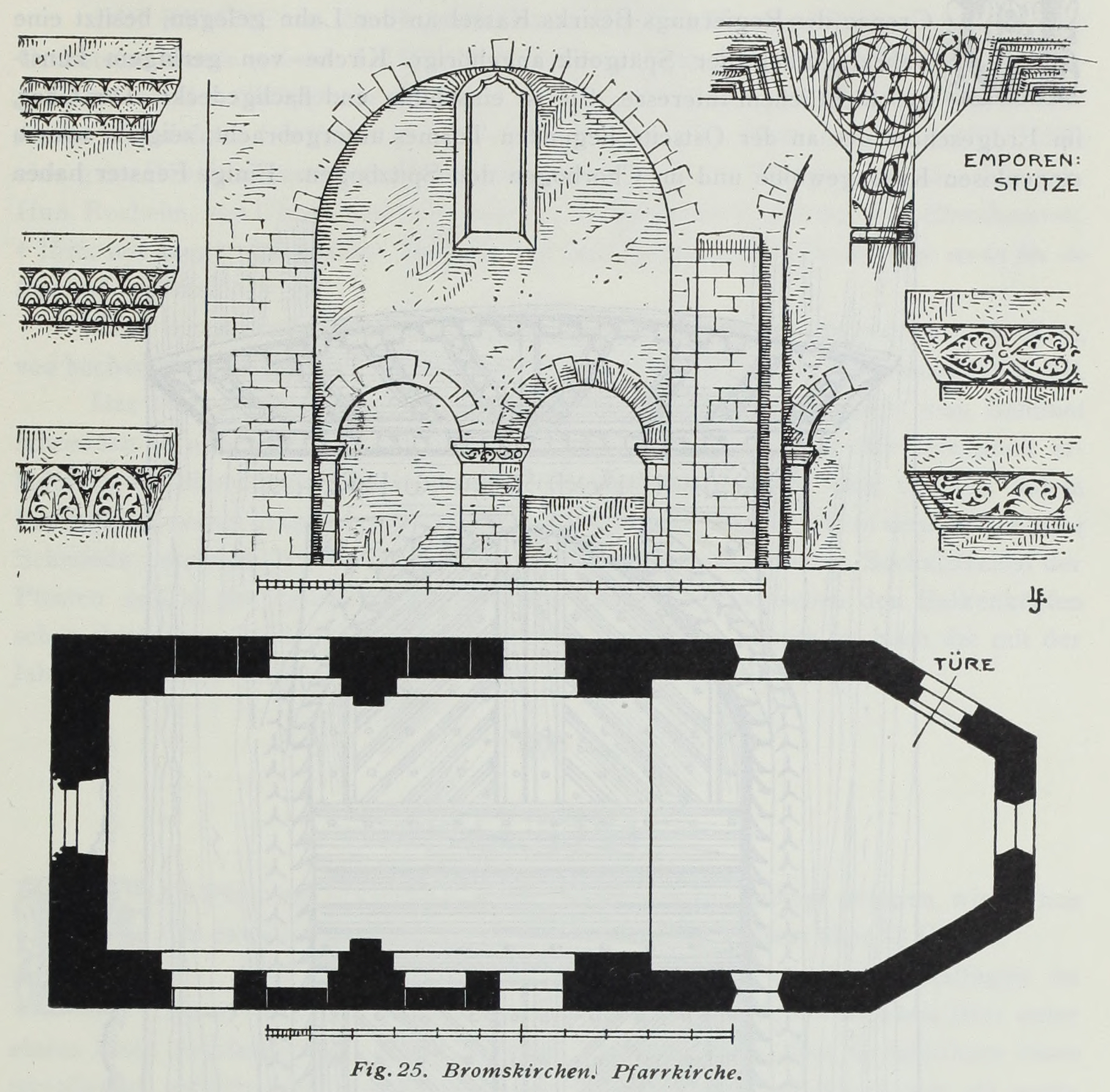

Sie gehört zur Kirchengemeinde Bromskirchen im Dekanat Biedenkopf-Gladenbach in der Propstei Nord-Nassau der Evangelischen Kirche in Hessen und Nassau.

## Geschichte und Architektur
Obwohl der Ort als „Fromolskerken“ erst 1238 in einer Urkunde über einen umfangreichen Güterverkauf der Herren von Battenberg erstmals erwähnt wird, deuten die Lage der Kirche und das Martinspatrozinium auf eine frühe Gründung im 8. oder 9. Jahrhundert hin. Aus dem Eigennamen „Fromold“ hat man eine Gründung als Eigenkirche geschlossen, eine Burganlage in Bromskirchen ist allerdings bisher nicht nachgewiesen. Bromskirchen war Sendgericht für sechs Orte im Mainzer Diözesanregister.
Der im Kern erhaltene und durch Ausgrabungen bekannte Kirchenbau stammt aus dem 12. Jahrhundert, nach Esterhues bereits aus dessen zweitem Viertel, spätestens aber aus der Zeit um 1180. 1292 erfolgt die Nennung des Pfarrers Konrad von Girkhausen. Vier Jahre später stellte Erzbischof Gerhard von Mainz einen Ablass zur Instandsetzung der Kirche aus, die mit einer lokalen Wallfahrt verbunden war.
Das Dekanat Bromskirchen war Teil des Archidiakonats von St. Stephan in Mainz. Das Patronat der Waldecker Familie von Girkhausen ging nach deren Aussterben 1354 (nachweisbar erst 1473) an die Familie Winter (bürgerliche Lehnsleute des Grafen von Wittgenstein in Züschen, 1764 ausgestorben) und schließlich an die Fürsten von Waldeck über.
Nach der Reformation 1527/28 wuchs der Ort zwar durch Aufgabe mehrerer Dörfer der Umgegend, gleichzeitig verfiel die Kirche jedoch. Pfarrer Daniel Cranauge leitete 1574 den Umbau zur evangelischen Predigtkirche durch den Abbruch der Seitenschiffe ein, aber erst nach dem Einsturz einer Seitenschiffwand Ende 1582 wurden die Arbeiten intensiviert und 1585 abgeschlossen.
Die ursprünglich romanische, dreischiffige Pfeilerbasilika des gebundenen Systems mit zwei Hauptjochen wurde im dritten Viertel des zwölften Jahrhunderts erbaut. Sie war dem Hl. Martin geweiht. Von 1574 bis 1585 wurde sie zur evangelischen Predigtkirche umgebaut. Wobei durch den Einsturz einer Seitenschiffwand Ende 1582, die Arbeiten intensiviert und 1585 abgeschlossen wurden. Die Seitenschiffe mit den kleinen östlichen Apsiden wurden abgerissen und die Arkaden wurden vermauert. 1644 erfolgten der Abbruch des Westturms und der Bau des Dachreiters, welcher ein verschieferter Dachturm mit Spitzhelm ist.
Zwischen 1699 und 1705 wurde die romanische Apsis durch einen dreiseitig geschlossenen Chor ersetzt und es wurde auf der Westseite eine kleine Fachwerkhalle angefügt. Der farbenreiche Innenraum gehört zu den malerischsten Beispielen evangelischer, hessischer Landkirchen. Die Vorhangfenster des Obergadens stammen vom Umbau im 16. Jahrhundert. In derselben Zeit wurden die Emporen über dem Schiff bemalt und die kassettierte Holzdecke bemalt.

## Beschreibung der Kirche
Ursprünglich dreischiffige Pfeilerbasilika von zwei Jochen Länge im gebundenen System ohne Querhaus und ohne baulich separaten Chorraum; alle Schiffe mündeten in Apsiden. Im Hauptschiff auf die Pfeiler durchgezogene Wandschilde sowie Kastenvorlagen verweisen zumindest auf eine geplante, möglicherweise auch ausgeführte Wölbung im Hauptschiff, die im Westen etwas verkürzten Seitenschiffe waren nach den in der Außenwand erhaltenen, vorstehenden Kämpferplatten sicherlich gewölbt.
Die Ornamente an den Schrägen der Kämpferplatten, die ein jeweils gleiches Muster aufreihen, verweisen auf die Entstehungszeit der Kirche: Vegetabiles Rankenwerk, stilisierte, mit einem Grat verbundene, liegende Palmetten, stehende Palmettenblätter sowie "gestapelte" Reihen von kleinen, stehenden, konzentrischen Spitzbögen; die Kämpferschrägen an der Südwand außen schachbrettartig geschuppt.
Der möglicherweise gleichzeitig mit der Kirche erbaute Turm ist in Dimensionen und Aussehen unbekannt; das ursprünglich etwas gegen die Seitenschiffe nach Westen vorspringende Mittelschiff könnte aber darauf deuten, dass ein ähnlich mächtiger Turm wie in Rengershausen und Viermünden vorhanden war. Die Kirche gehört mit Adorf und Twiste zu einer Baugruppe.
Nach der Einführung der Reformation erfolgte der Abbruch der Seitenschiffe, die Durchgänge wurden mit Fenstern vermauert. Die kassettierte Holzdecke stammt vermutlich von 1574/85 und ist mit einem Längsunterzug im Dachstuhl aufgehängt; vor dem Chor mündet sie in einem mächtigen Querbalken. Ihr vegetabiles Rankenwerk korrespondiert mit den Rankenmalereien an den Wänden, die die romanischen Schildbögen und die 1626 vergrößerten Vorhangfenster des ehemaligen Obergadens zurückhaltend einfassen.
Westportal der Vorhalle mit Tauband und Flachrelief eines Greifen, im Scheitel bezeichnet „1585“, zugehöriges Türblatt. Der Dreiseitchor (vgl. Laisa), im Osten, Süden und Norden mit Fenstern und nach Nordosten mit einem kleinen Portal versehen, ist mit einer Tonne überdeckt (seit 1934 Rabbitzgewölbe).
Gewölbemalerei mit zwei Girlanden haltenden, schwebenden Engeln über dem Hochaltar und strahlendem Stern mit Christusmonogramm im Wolkenkranz. Die kleine Westvorhalle mit altem Riemchenboden. Großer, turmartiger, verschieferter Dachreiter über dem Westteil der Kirche von quadratischem Grundriss und mit achtseitiger Spitzhaube.
Einziges mittelalterliches Ausstattungsstück ist das Altarkreuz aus der Zeit um 1430. Die gestuften Emporen an beiden Seitenwänden sind datiert 1580 und damit Teil der Neukonzeption durch Umbau der romanischen Kirche. Die Kanzel mit szenisch bemalten und reich beschrifteten Kassetten sowie ausladendem, ornamentiertem Baldachin stammt inschriftlich von 1652, sie wurde Anfang des 18. Jahrhunderts überarbeitet. Der den Raum optisch prägende untere Querbalken vor dem Chor hält einen mächtigen Holzständer, der die Anbringung der Kanzel weiter zur Kirchenmitte hin erlaubt.
Nach dem Chorneubau um 1700 wurden die Sakristeiprieche (mit integriertem Zugang zur Kanzel), der zweigeschossige Hochaltar wohl aus der Werkstatt von Josias Wolrad Brützel und der auf einer Tafel 1704 datierte, in mächtige Holzständer eingespannte und von Gemälden der Orgel spielenden hl. Cäcilia und eines Kalkanten flankierte Orgelprospekt (mit umgekehrt eingebauten Brustwerkpfeifen) sowie die Erweiterung der unteren Langhausemporen rundum in den Chor („Hallenberger Bühne“) geschaffen.
Auch die erhaltenen Außentüren stammen aus dieser Zeit. 1893 wurde das ursprüngliche Altarblatt der Altarhauptzone mit der Einsetzung des Abendmahls durch den einladenden Christus von Alfred Diehte aus Dresden ersetzt. Das Werk der Orgel stammt von Adam Eifert Nachfolger 1913, die Fenster von Billa Mogk aus Oberhausen, 1961.

## Besondere Ausstattung
- Ein Altaraufsatz mit gedrehten Säulen und einem Gemälde des Malers Alfred Diethe von 1893
- Die Kanzel mit ausgemalten Gefachen hängt an einem Holzpfosten.
- Die Orgel ist mit 1704 bezeichnet und wird Johann Christian Rindt zugeschrieben. Erhalten ist der fünfachsige Prospekt mit den Zimbelsternen. Ungewöhnlich ist der kleine Rundturm vor dem Untergehäuse, in dem sieben Pfeifen auf dem Kopf stehen. Dahinter wurde 1913 ein neues Werk von Adam Eifert Nachfolger mit zehn Registern auf zwei Manualen und Pedal eingebaut.
- In der Vorhalle liegt altes Kleinsteinpflaster.

## Anmerkung
Bei der Renovierung der Kirche 1934 wurden das Gewölbe und die Bühne im Chor erneuert und der Innenraum durch Otto Kienzle aus Eberstadt bei Darmstadt ausgemalt. Ausgrabungen südlich und nördlich der Kirche erfolgten 1947 durch Friedrich Johannes Esterhues, Bonn. Eine weitere Renovierung 1961 galt u. a. der Entfernung des Außenputzes.